# John Earls Dalton

John Earls Dalton (* 20. September 1934 in Sydney) ist ein in Lima lebender australischer Professor für Kultur- und Sozialanthropologie. Als Experte für die Technik der Inka enträtselte er die Nutzungsweise der Anlagen der archäologischen Stätte Moray in den Anden. Es handelte sich dabei um eine Versuchsanstalt zur Entwicklung von Feldfrüchten, insbesondere zur Entwicklung von Maissorten.